# Portugal International 2006
Die Portugal International 2006 fanden vom 20. bis zum 23. April 2006 im Pavilhão Rainha D. Leonor, Estrada da Foz de Arelho in Caldas da Rainha statt. Es war die 41. Auflage dieser internationalen Titelkämpfe von Portugal im Badminton. Das Preisgeld betrug 2.500 US-Dollar. Der Referee war Susana Maldonado aus Portugal.

## Sieger und Platzierte
| Disziplin    | Gold                                   | Silber                              | Bronze                               |
| ------------ | -------------------------------------- | ----------------------------------- | ------------------------------------ |
| Herreneinzel | Michael Christensen                    | Arif Rasidi                         | Nicholas Kidd                        |
| Herreneinzel | Michael Christensen                    | Arif Rasidi                         | Rajiv Ouseph                         |
| Dameneinzel  | Yuan Wemyss                            | Anna Rice                           | Camilla Sørensen                     |
| Dameneinzel  | Yuan Wemyss                            | Anna Rice                           | Bing Xin Xu                          |
| Herrendoppel | Anders Kristiansen Simon Mollyhus      | Rasmus Bonde Kasper Faust Henriksen | Chris Tonks Chris Langridge          |
| Herrendoppel | Anders Kristiansen Simon Mollyhus      | Rasmus Bonde Kasper Faust Henriksen | José Antonio Crespo Nicolás Escartín |
| Damendoppel  | Liza Parker Jenny Day                  | Marie Røpke Line Damkjær Kruse      | Telma Santos Vânia Leça              |
| Damendoppel  | Liza Parker Jenny Day                  | Marie Røpke Line Damkjær Kruse      | Ana Moura Filipa Lamy                |
| Mixed        | Rasmus Andersen Mie Schjøtt-Kristensen | Rasmus Bonde Christinna Pedersen    | Alexandre Paixão Filipa Lamy         |
| Mixed        | Rasmus Andersen Mie Schjøtt-Kristensen | Rasmus Bonde Christinna Pedersen    | Andrew Bowman Yuan Wemyss            |

## Finalergebnisse
| Disziplin    | Sieger                                 | Finalist                            | Ergebnis          |
| ------------ | -------------------------------------- | ----------------------------------- | ----------------- |
| Herreneinzel | Michael Christensen                    | Arif Rasidi                         | 21:9 21:11        |
| Dameneinzel  | Yuan Wemyss                            | Anna Rice                           | 21:9 Aufgabe      |
| Herrendoppel | Anders Kristiansen Simon Mollyhus      | Rasmus Bonde Kasper Faust Henriksen | 16:21 21:15 21:18 |
| Damendoppel  | Liza Parker Jenny Day                  | Marie Røpke Line Damkjær Kruse      | 21:13 21:9        |
| Mixed        | Rasmus Andersen Mie Schjøtt-Kristensen | Rasmus Bonde Christinna Pedersen    | 21:13 14:21 21:18 |